# Crapiata
La crapiata (crapiète) è un piatto tipico materano.
È un piatto povero di origini molto antiche, risalente al periodo romano, e consiste in un mix di legumi e cereali, in cui si assapora il nuovo raccolto della stagione, frutto del lavoro di tutti i contadini dei Sassi, unico condimento concesso era il sale. È anche un momento di solidarietà, perché tutti contribuiscono, in base alle proprie capacità.
Questo rito collettivo viene celebrato ogni primo d'agosto, con musica, balli e allegria.
Oggi è possibile acquistarla in vasetti già confezionati.
Con decreto ministeriale del 25 febbraio 2022, la crapiata è entrata nella lista dei prodotti agroalimentari tradizionali lucani (PAT).

## Ingredienti
- Acqua
- Ceci
- Cicerchie
- Fagioli
- Fave
- Grano
- Lenticchie
- Patatine novelle
- Sale

## Preparazione
In un capiente pentolone di rame si porta ad ebollizione l'acqua, sul fuoco vivo, poi si aggiungono i legumi messi a bagno la sera prima, il grano, poche patatine ed infine si aggiunge il sale. La si accompagna con un bicchiere di vino primitivo materano, del pane di Matera e la si mangia in compagnia all'aperto nei vicinati dei Sassi.

## Curiosità
Esiste una variante di questo piatto - detta "Crapiata di Pitagora" - dove fra gli ingredienti sono escluse le fave, essendo queste vietate dai precetti pitagorici.